# Regula Bührer Fecker
Regula Bührer Fecker (* 21. März 1978 in Schlieren) ist eine Schweizer Werberin. Sie ist Mitbegründerin der Zürcher Werbeagentur Rod Kommunikation.

## Leben
Nach ihrer Matura stieg sie 1998 bei der Publiartis Werbeagentur ins Berufsleben ein. Dort begann sie als Junior Assistentin und wechselte 1999 zur Werbeagentur Honegger von Matt (heute Jung von Matt/Limmat). Dort startete sie als Assistentin, wurde erst zur Junior Beraterin (2001) und schliesslich Junior Plannerin (2001) befördert. Sie absolvierte den Strategielehrgang der Miami Ad School in Miami und wurde anschliessend von der Agenturgruppe TBWA in New York als Strategin (2003) und in Berlin als Leiterin der Strategie engagiert (2004). Ab 2005 war sie wieder in ihrer Heimatstadt Zürich bei Jung von Matt/Limmat tätig. Nach einer kurzen Tätigkeit als selbständige Strategin gründete sie 2007 zusammen mit David Schärer und Oliver Fennel ihre eigene Werbeagentur Rod Kommunikation.
Regula Bührer Fecker wurde 2010 und 2014 zur Werberin des Jahres ausgezeichnet. Die Zeitschrift Bilanz zählte sie 2014 zu den 100 wichtigsten Persönlichkeiten der Schweizer Wirtschaft, ebenso 2015 zu den 100 erfolgreichsten Schweizer unter 40 Jahren.
2011 wurde Bührer Fecker in den Verwaltungsrat der SRG SSR gewählt, eine Aufgabe, die sie bis 2016 wahrnahm. 2017 wurde sie in den Verwaltungsrat des Restaurants Kronenhalle gewählt.

## Publikationen
- Regula Bührer Fecker: #FRAUENARBEIT Tipps und Tricks für junge Berufsfrauen. NZZ Libro Verlag, 2017, ISBN 978-3-03810-298-4.